# Hermatswil
Hermatswil är en ort i kommunen Pfäffikon i kantonen Zürich, Schweiz. 